# Flögskäret
Flögskäret är en ö i Finland. Den ligger i Skärgårdshavet och i kommunen Kimitoön i den ekonomiska regionen  Åboland i landskapet Egentliga Finland, i den sydvästra delen av landet. Ön ligger omkring 63 kilometer söder om Åbo och omkring 130 kilometer väster om Helsingfors.
Öns area är 13,6 hektar och dess största längd är 430 meter i öst-västlig riktning. Ön höjer sig omkring 20 meter över havsytan.